# Jeff Tarango
Jeffrey Gail „Jeff“ Tarango (* 20. November 1968 in Manhattan Beach, Kalifornien) ist ein ehemaliger US-amerikanischer Tennisspieler.

## Karriere
Tarango studierte an der Stanford University, wo er 1989 mit der Mannschaft den NCAA-Titel errang. Er wurde dreimal als Einzelspieler sowie zweimal als Doppelspieler in die Bestenauswahl All-American gewählt. 1989 wurde er Tennisprofi.
Er gewann in seiner Laufbahn 2 Einzel- und 14 Doppeltitel. Seine höchsten Platzierungen in der Weltrangliste waren Platz 42 im Einzel und Platz 10 im Doppel. Bei den French Open erreichte er 1999 zusammen mit Goran Ivanišević das Endspiel der Doppelkonkurrenz.
Bekannt war Tarango auch für sein schlechtes Benehmen auf dem Tennisplatz. In der dritten Runde von Wimbledon verließ er im Jahr 1995 nach einer vermeintlichen Fehlentscheidung des Schiedsrichters Bruno Rebeuh unter wüsten Beschimpfungen den Court und gab damit die Partie gegen Alexander Mronz verloren. Seine Ehefrau verpasste dem Schiedsrichter noch zwei Ohrfeigen. Tarango wurde daraufhin für zwei Grand-Slam-Turniere und auch für das Wimbledon-Turnier 1996 gesperrt.
2003 trat Jeff Tarango vom Profitennis zurück und wurde Tennistrainer. 2008 kehrte er noch einmal zurück und trat bei einem Challenger-Turnier und zwei Future-Turnieren jeweils im Doppel an. Mit seinem 19 Jahre jüngeren Partner, dem Landsmann Edward-Ted Kelly, gewann er in Elm Grove in Wisconsin seinen letzten Titel.

## Erfolge
| Legende                           |
| Grand Slam                        |
| Tennis Masters Cup                |
| ATP Masters Series                |
| ATP International Series Gold (2) |
| ATP International Series (14)     |

### Einzel

#### Turniersiege
| Nr. | Datum            | Turnier    | Belag     | Finalgegner      | Ergebnis      |
| --- | ---------------- | ---------- | --------- | ---------------- | ------------- |
| 1.  | 5. Januar 1992   | Wellington | Hartplatz | Alexander Wolkow | 6:1, 6:0, 6:3 |
| 2.  | 18. Oktober 1992 | Tel Aviv   | Hartplatz | Stéphane Simian  | 4:6, 6:3, 6:4 |

#### Finalteilnahmen
| Nr. | Datum              | Turnier    | Belag     | Finalgegner    | Ergebnis       |
| --- | ------------------ | ---------- | --------- | -------------- | -------------- |
| 1.  | 21. August 1988    | Livingston | Hartplatz | Andre Agassi   | 2:6, 4:6       |
| 2.  | 21. April 1991     | Seoul      | Hartplatz | Patrick Baur   | 4:6, 6:1, 6:75 |
| 3.  | 18. September 1994 | Bordeaux   | Hartplatz | Wayne Ferreira | 0:6, 5:7       |
| 4.  | 1. August 1999     | Umag       | Sand      | Magnus Norman  | 2:6, 4:6       |

### Doppel

#### Turniersiege
| Nr. | Datum              | Turnier         | Belag         | Partner          | Finalgegner                       | Ergebnis        |
| --- | ------------------ | --------------- | ------------- | ---------------- | --------------------------------- | --------------- |
| 1.  | 1. Mai 1995        | Seoul           | Hartplatz     | Sébastien Lareau | Joshua Eagle Andrew Florent       | 6:3, 6:2        |
| 2.  | 24. Juli 1995      | Washington D.C. | Hartplatz     | Olivier Delaître | Petr Korda Cyril Suk              | 4:6, 6:2, 6:2   |
| 3.  | 18. September 1995 | Bukarest (1)    | Sand          | Mark Keil        | Cyril Suk Daniel Vacek            | 6:4, 7:6        |
| 4.  | 15. Juli 1996      | Båstad (1)      | Sand          | David Ekerot     | Joshua Eagle Peter Nyborg         | 6:4, 3:6, 6:4   |
| 5.  | 14. September 1996 | Bukarest (2)    | Sand          | David Ekerot     | David Adams Menno Oosting         | 7:6, 7:6        |
| 6.  | 16. November 1998  | Moskau          | Teppich (i)   | Jared Palmer     | Jewgeni Kafelnikow Daniel Vacek   | 6:4, 6:7, 6:2   |
| 7.  | 18. Januar 1999    | Auckland        | Hartplatz     | Daniel Vacek     | Jiří Novák David Rikl             | 7:5, 7:5        |
| 8.  | 15. Februar 1999   | St. Petersburg  | Teppich (i)   | Daniel Vacek     | Menno Oosting Andrei Pavel        | 3:6, 6:3, 7:5   |
| 9.  | 18. April 1999     | Tokio           | Hartplatz     | Daniel Vacek     | Wayne Black Brian MacPhie         | 6:7, 6:3, 7:6   |
| 10. | 11. Juli 1999      | Båstad (2)      | Sand          | David Adams      | Nicklas Kulti Mikael Tillström    | 7:66, 6:4       |
| 11. | 20. September 1999 | Bournemouth (1) | Sand          | David Adams      | Michael Kohlmann Nicklas Kulti    | 6:3, 6:75, 7:65 |
| 12. | 3. Oktober 1999    | Toulouse        | Hartplatz     | Olivier Delaître | David Adams John-Laffnie de Jager | 6:3, 7:62, 6:4  |
| 13. | 26. November 2000  | Brighton (2)    | Hartplatz (i) | Michael Hill     | Paul Goldstein Jim Thomas         | 6:3, 7:5        |
| 14. | 15. April 2001     | Casablanca      | Sand          | Michael Hill     | Pablo Albano David Macpherson     | 7:62, 6:3       |

#### Finalteilnahmen
| Nr. | Datum            | Turnier          | Belag         | Partner          | Finalgegner                      | Ergebnis       |
| --- | ---------------- | ---------------- | ------------- | ---------------- | -------------------------------- | -------------- |
| 1.  | 19. Juni 1994    | St. Pölten       | Sand          | Adam Malik       | Vojtěch Flégl Andrew Florent     | 6:3, 1:6, 4:6  |
| 2.  | 13. April 1997   | Hongkong         | Hartplatz     | Karsten Braasch  | Martin Damm Daniel Vacek         | 3:6, 4:6       |
| 3.  | 18. Januar 1998  | Auckland         | Hartplatz     | Tom Nijssen      | Patrick Galbraith Brett Steven   | 4:6, 2:6       |
| 4.  | 2. August 1998   | Los Angeles      | Hartplatz     | Daniel Vacek     | Patrick Rafter Sandon Stolle     | 4:6, 4:6       |
| 5.  | 5. Juni 1999     | French Open      | Sand          | Goran Ivanišević | Mahesh Bhupathi Leander Paes     | 2:6, 5:7       |
| 6.  | 14. Januar 2000  | Auckland         | Hartplatz     | Olivier Delaître | Ellis Ferreira Rick Leach        | 5:7, 4:6       |
| 7.  | 15. Oktober 2000 | Tokio            | Hartplatz     | Michael Hill     | Mahesh Bhupathi Leander Paes     | 4:6, 7:61, 3:6 |
| 8.  | 18. Februar 2001 | Marseille        | Hartplatz (i) | Michael Hill     | Julien Boutter Fabrice Santoro   | 6:77, 5:7      |
| 9.  | 15. Juli 2001    | Gstaad           | Sand          | Michael Hill     | Roger Federer Marat Safin        | 1:0 Aufgabe    |
| 10. | 22. Juli 2001    | Stuttgart        | Sand          | Michael Hill     | Guillermo Cañas Rainer Schüttler | 6:4, 6:71, 4:6 |
| 11. | 7. Oktober 2001  | Moskau           | Teppich (i)   | Mahesh Bhupathi  | Maks Mirny Sandon Stolle         | 3:6, 0:6       |
| 12. | 21. Oktober 2001 | Stuttgart Indoor | Hartplatz (i) | Ellis Ferreira   | Maks Mirny Sandon Stolle         | 6:70, 6:74     |